# Castriño de Conxo
El Castriño de Conxo és un jaciment arqueològic compost per un castre preromà (no estudiat) que inclou una roca la superfície de la qual conté una sèrie de petròglifs.

## Situació
El jaciment del Castriño de Conxo es troba a la parròquia de Santa María de Conxo, pertanyent al concello de Santiago de Compostel·la, província de La Corunya, al lloc conegut com a Volta do Castro.

## Els petròglifs
En una roca (lamentablement dividida per una tanca metàl·lica) poc elevada sobre el terreny (com és comú en els petròglifs gallecs) i situada al parapet superior del castre hi ha uns petròglifs gravats a la superfície que tenen una rellevància especial per representar una gran varietat d'armes, vinculades als models britànics datables al voltant del III-II mil·lenni ae. També s'hi aprecien dissenys triangulars (algun de llistat) que alguns autors interpreten com a ídols antropomorfs, altres com a destrals de doble anell o escuts triangulars.
S'hi poden observar clarament figures com un punyal (amb doble nervadura), dues espases enfrontades per l'empunyadura i una tercera situada més a la dreta; també fins a quatre possibles, simplificades, alabardes (armes de representació molt poc usual en terres gallegues), d'origen centreeuropeu, i altres traços diversos molt erosionats (possibles restes d'altres armes representades).
Aquestes armes són les que permeten donar-hi una possible cronologia. D'especial rellevància és que no es representen destrals o altres estris agrícola o de caràcter utilitari, només armes, la possessió de les quals és interpretada com a símbol de poder i prestigi d'una societat que camina des d'una situació d'igualtat cap a una societat estratificada i fortament jeràrquica.

## El castre
Malgrat no haver-se estudiat, se'n feren algunes prospeccions arqueològiques en què es percebé un recinte ovalat més irregular. S'hi trobà molins de mà i diversos fragments de ceràmiques de castre. Només se'n veia un mur (de 5 m de longitud per mig metre d'alçada).

## Situació actual
Es troba en complet estat d'abandó; per això, tot i que és possible (principalment els petròglifs), no és fàcil visitar-lo, ja que les vies d'accés estan, així com la pedra, parcialment cobertes de vegetació i arbreda. Està dividit per un filat i queda gran part del jaciment en propietat privada.

## Galeria d'imatges

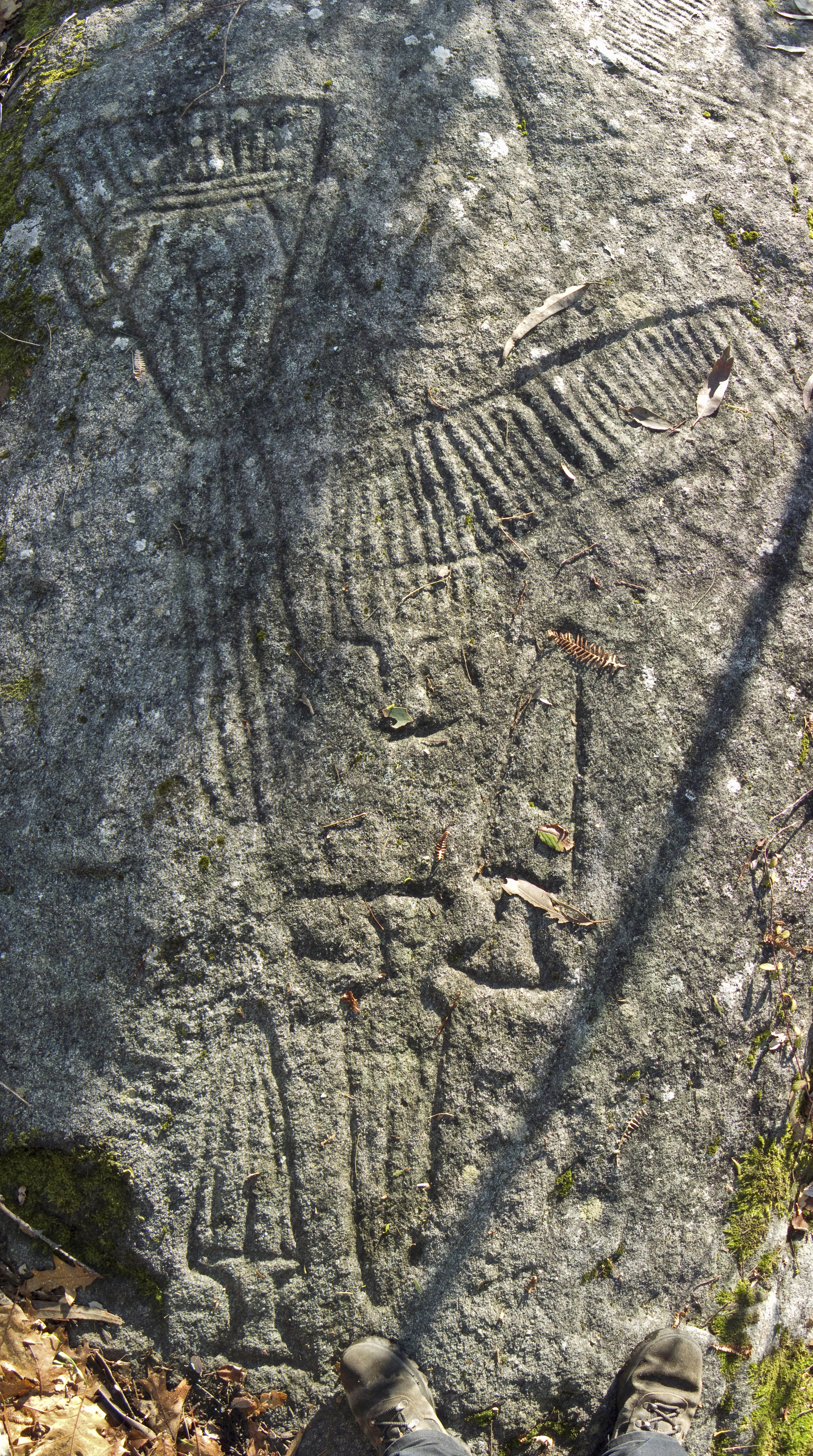
Vista d'alguns gravats
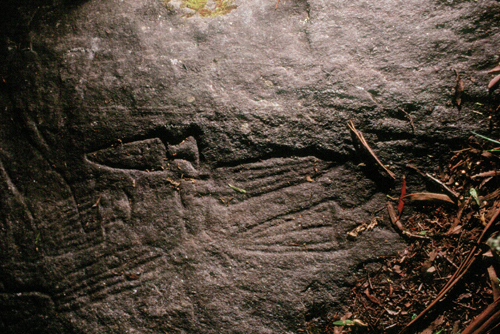
Petròglifs del Castriño de Conxo
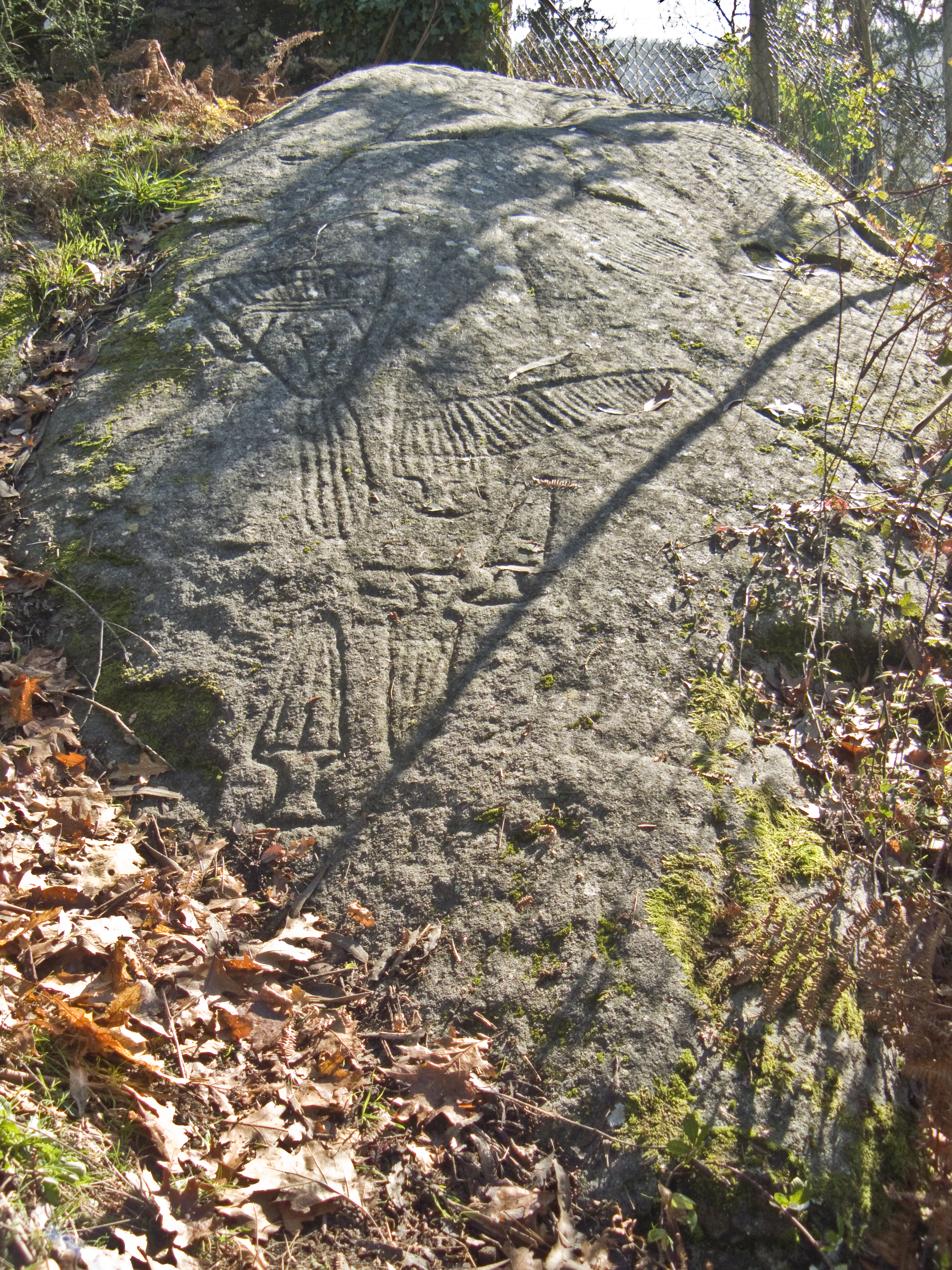
Vista general dels gravats